# Stenotarsus nakanei
Stenotarsus nakanei is een keversoort uit de familie zwamkevers (Endomychidae). De wetenschappelijke naam van de soort werd in 1941 gepubliceerd door Chûjô.